# Topaipí
Topaipí è un comune della Colombia facente parte del dipartimento di Cundinamarca.
Il centro abitato venne fondato da Lazaro Guzman nel 1643, mentre l'istituzione del comune è del 31 marzo 1914.